# NGC 1267
NGC 1267 je galaksija u zviježđu Perzej.

## Vanjske poveznice
- SEDS: NGC 1267